# Ophiolepis cardioplax
Ophiolepis cardioplax är en ormstjärneart som först beskrevs av Murakami 1943.  Ophiolepis cardioplax ingår i släktet Ophiolepis och familjen Ophiolepididae. Inga underarter finns listade i Catalogue of Life.